# Mamma mia (ABBA)
Mamma mia een single uit 1975 van ABBA. Het is het openingsnummer van het album ABBA.
Mamma mia is een van ABBA's bekendste hits. Het is het centrale nummer in de gelijknamige musical en in de gelijknamige film.

## Achtergrond
Benny Andersson, Björn Ulvaeus en Stig Anderson schreven Mamma mia thuis bij Ulvaeus en Agnetha Fältskog. Fältskog en Anni-Frid Lyngstad deelden tijdens de plaatopname de lead vocals. Mamma mia was het laatste nummer dat ABBA opnam voor het album ABBA. Het herkenbare geluid in de opening van het nummer is de marimba.
ABBA had in eerste instantie niet het plan op Mamma mia uit te brengen als single. Maar toen I Do I Do I Do I Do I Do 3 weken lang op nummer 1 stond in Australië, riep het publiek om meer ABBA. Intussen hadden de groepsleden een videoclip gemaakt voor het nummer en deze bleek populair bij de Australische televisiekijkers. De Australische platenmaatschappij, RCA, vroeg daarop om het nummer als single uit te brengen. De moedermaatschappij, Polar Music, weigerde, maar ABBA-manager Stig Anderson vond het wel een goed idee. Mamma mia verscheen in augustus 1975 als single en stond 10 weken op nummer 1 in Australië.
Dit succes werd opgemerkt in andere landen, waardoor Mamma mia in september 1975 wereldwijd op single werd uitgebracht en vervolgens een internationale hit werd. In het Verenigd Koninkrijk bereikte de plaat de nummer 1-positie op 31 januari 1976. De plaat stootte Queen's Bohemian rhapsody van de nummer-1-positie. De plaat bereikte ook een nummer 1-positie in Ierland, Zwitserland en West-Duitsland. In Nieuw-Zeeland, Noorwegen, België, Oostenrijk en Zuid-Afrika werd  de top 5 behaald.
In Australië stond nummer Hey hey Helen op de B-kant van de single. In de meeste andere landen, waaronder Nederland, was de B-kant het instrumentale Intermezzo no. 1, op het label verkeerd gespeld als Intermezzo. In het Verenigd Koninkrijk selecteerde de platenmaatschappij Tropical loveland als B-kant, om zo de veelzijdigheid van ABBA te onderstrepen.
In Nederland werd de plaat veel gedraaid op Hilversum 3 en werd een radiohit. De plaat bereikte de 12e positie in de Nationale Hitparade en de 13e positie in de Nederlandse Top 40, destijds op de TROS donderdag met dj Ferry Maat.
In België bereikte de plaat de 2e positie in zowel de Vlaamse Ultratop 50 als de Vlaamse Radio 2 Top 30.
In juli 2008, 33 jaar na het eerste succes, kwam Mamma mia terug in de Australische hitlijst. De plaat bereikte ditmaal de 48e positie.
Sinds de allereerste editie in december 1999, staat de plaat steevast genoteerd in de jaarlijkse Top 2000 van de Nederlandse publieke radiozender NPO Radio 2, met als hoogste notering to nu toe een 325e positie in 2018.

## Trivia
- De Franse zangeres Carène Chéryl maakte in 1976 een Franstalige versie van Mamma mia met als titel Oh mama mia.
- De Zweedse ABBA-coverband A*Teens brachten in 1999 een coverversie uit. De Deense zangeres Kate Hall coverde op haar beurt deze versie.
- De Britse zangeres/actrice Martine McCutcheon coverde Mamma mia voor het album Abbamania.
- De Britse zangeres Hazell Dean maakte een danceversie van het nummer voor haar ABBA-album.
- Dancecovers van Mamma mia verschenen van Abbacadabra, Angeleyes, Sabu, Euphorica en DJ Ensamble.
- Mamma mia klinkt in de achtbaan Millennium Force.
- Skaband Five Iron Frenzy nam hun eigen versie van het nummer op.
- De Taiwanese zangeres A-mei heeft een cover van het nummer gemaakt.
- Metalversies komen van Black Ingvars (met samples van Smoke on the water) en van Tommy ReinXeed (voor zijn album Swedish hitz goes metal).

## Hitnotering

### Tipparade
| Positie: | 24 | 22 | 6 | uit |

### Nederlandse Top 40
| Positie: | 24 | 15 | 13 | 22 | 25 | 31 | 39 | uit |

### Nationale Hitparade
| Nummer | 30 | 21 | 12 | 27 | uit |

### Radio Mi Amigo Top 50
| Nummer | 49 | 26 | 17 | 14 | 6 | 31 | 49 | uit |

### Evergreen Top 1000
| Evergreen Top 1000 "Mamma Mia" | Evergreen Top 1000 "Mamma Mia" | Evergreen Top 1000 "Mamma Mia" | Evergreen Top 1000 "Mamma Mia" | Evergreen Top 1000 "Mamma Mia" | Evergreen Top 1000 "Mamma Mia" | Evergreen Top 1000 "Mamma Mia" | Evergreen Top 1000 "Mamma Mia" | Evergreen Top 1000 "Mamma Mia" | Evergreen Top 1000 "Mamma Mia" | Evergreen Top 1000 "Mamma Mia" |
| Jaar                           | 2008                           | 2009                           | 2010                           | 2011                           | 2012                           | 2013                           | 2014                           | 2015                           | 2016                           | 2017                           |
| ------------------------------ | ------------------------------ | ------------------------------ | ------------------------------ | ------------------------------ | ------------------------------ | ------------------------------ | ------------------------------ | ------------------------------ | ------------------------------ | ------------------------------ |
| Positie                        | -                              | -                              | -                              | -                              | -                              | 602                            | 407                            | 558                            |                                |                                |

### JOE FM Hitarchief 2000
| "Mamma Mia" | "Mamma Mia" | "Mamma Mia" | "Mamma Mia" | "Mamma Mia" | "Mamma Mia" | "Mamma Mia" | "Mamma Mia" | "Mamma Mia" | "Mamma Mia" | "Mamma Mia" | "Mamma Mia" | "Mamma Mia" | "Mamma Mia" |
| ----------- | ----------- | ----------- | ----------- | ----------- | ----------- | ----------- | ----------- | ----------- | ----------- | ----------- | ----------- | ----------- | ----------- |
| Jaar        | 2009        | 2010        | 2011        | 2012        | 2013        | 2014        | 2015        | 2016        | 2017        | 2018        | 2019        | 2020        | 2021        |
| Positie     | 207         | 122         | 101         | 79          | 71          | 76          | 59          | 64          | 63          | 63          | 148         | 90          | 71          |

### NPO Radio 2 Top 2000
| Nummer met noteringen in de NPO Radio 2 Top 2000 | '00 | '01 | '02  | '03 | '04 | '05 | '06 | '07 | '08 | '09 | '10 | '11 | '12 | '13 | '14 | '15 | '16 | '17 | '18 | '19 | '20 | '21 | '22 | '23 | '24 |
| ------------------------------------------------ | --- | --- | ---- | --- | --- | --- | --- | --- | --- | --- | --- | --- | --- | --- | --- | --- | --- | --- | --- | --- | --- | --- | --- | --- | --- |
| Mamma Mia                                        | 616 | -   | 1067 | 673 | 379 | 355 | 485 | 481 | 479 | 366 | 331 | 480 | 567 | 692 | 664 | 769 | 547 | 613 | 325 | 411 | 368 | 315 | 306 | 314 | 375 |

1. ↑  Een '-' betekent dat het nummer niet was genoteerd en een vetgedrukt getal geeft de hoogste notering aan.
2. ↑  2000 was het eerste jaar met een notering voor dit nummer.